# Cheilodipterus zonatus
Cheilodipterus zonatus är en fiskart som beskrevs av Smith och Lewis Radcliffe 1912. Cheilodipterus zonatus ingår i släktet Cheilodipterus och familjen Apogonidae. Inga underarter finns listade i Catalogue of Life.